# Louis Nouhaud
Louis Nouhaud, né le 20 février 1855 à Nexon (Haute-Vienne) et décédé le 17 octobre 1922 dans la même ville, est un homme politique français.
Pharmacien, il est conseiller général du canton de Nexon et député de la Haute-Vienne de 1910 à 1919, siégeant sur les bancs radicaux.

## Sources
- « Louis Nouhaud », dans le Dictionnaire des parlementaires français (1889-1940), sous la direction de Jean Jolly, PUF, 1960 [détail de l’édition]